# 長野オリンピック・俳句でおもてなし
長野オリンピック 俳句でおもてなし（ながのオリンピック はいくでおもてなし、英語: Welcome to Nagano Olympic Games with Haiku）は1998年長野冬季オリンピックの文化プログラムのひとつで、オリンピックの訪問客を一般市民が俳句を作っておもてなしをするというもの、1997年10月に100句が選出された。

## 長野オリンピックの文化プログラム「俳句でおもてなし」

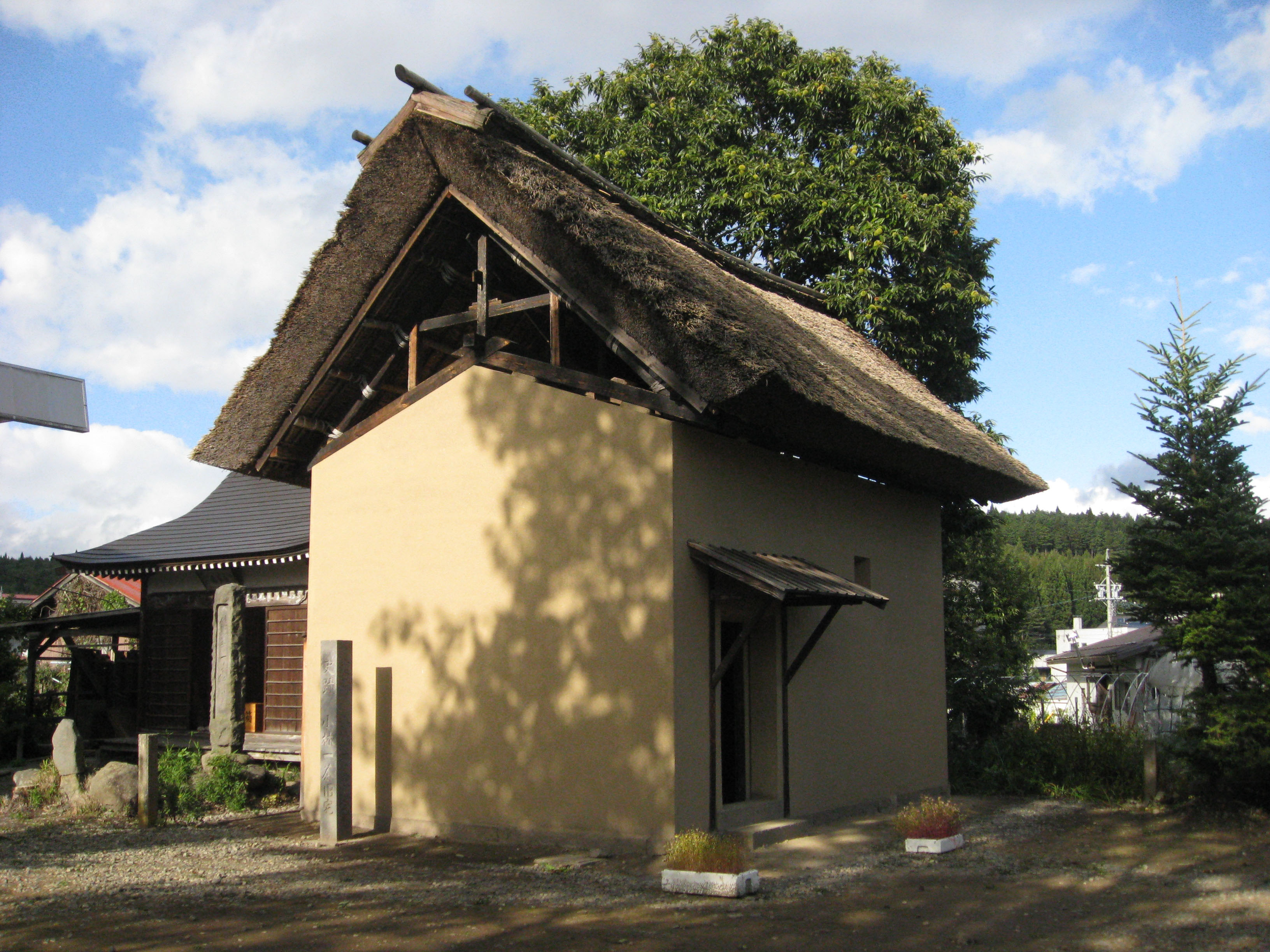
俳人・小林一茶が晩年に住んだ土蔵（長野県信濃町）

オリンピックは単なる国際的な運動会ではなく、古代ギリシアの時代から様々な文化的プログラムも織り込んだ総合的なイベントである。長野オリンピックの際は長野県北部・下高井郡野沢温泉村の道祖神祭りや、南部の飯田人形劇（飯田市）、大鹿歌舞伎（下伊那郡大鹿村）が紹介された。
そうした文化的プログラムの一環で企画されたのが「長野オリンピック・俳句でおもてなし」である。これはオリンピック・パラリンピックの訪問客を一般市民が俳句を作っておもてなしをするという内容で、オリンピックと各スポーツに関して信濃の自然と文化も織り込んだ俳句が募集された。俳句は20世紀になって世界的な芸術文化（俳句#非日本語圏における俳句を参照）となり、オリンピック開催地である長野県は俳人として著名な小林一茶を輩出している。

## 計画と実施
このプログラムは長野県庁国際課、俳人協会長野県支部、長野県国際交流協会がつくる「俳句でおもてなし実行委員会」が1997年5月から一般募集した。寄せられた1602句の中から、1997年10月に100句が選出され、信濃毎日新聞、中日新聞、朝日新聞、オリンピック公式ウェブサイトなどで発表された。うち70句が英語に、30句がフランス語に翻訳。俳句と翻訳を載せた7500本の小旗と冊子2500部が製作され、オリンピック・パラリンピックの訪問客に配布された（オリンピックの案内所、競技施設、商店街などを通じて土産として無料で配布された）。企画・翻訳を担当したのは、当時長野県の国際交流員だったローラン・マブソン（俳号：マブソン青眼）である。

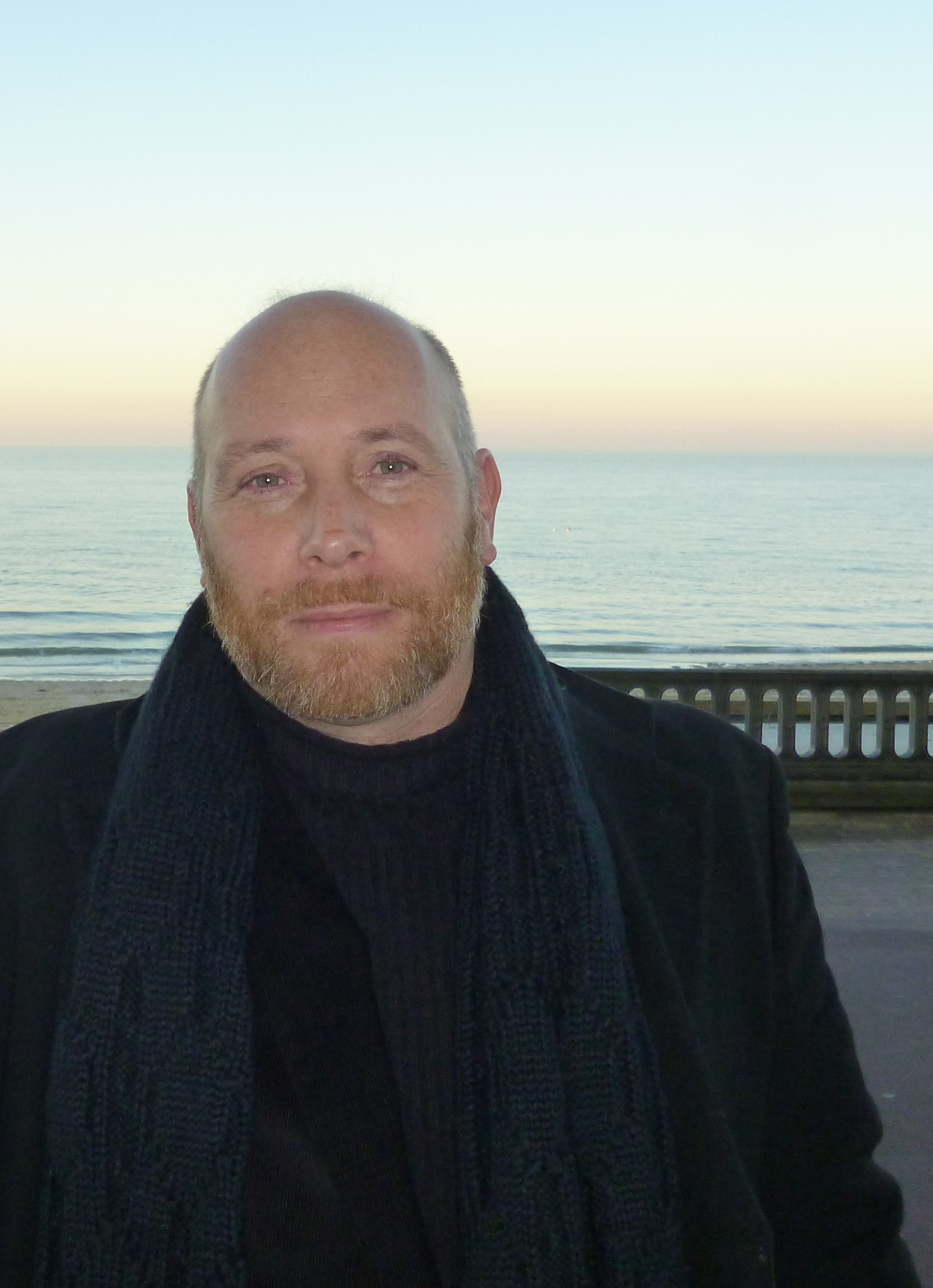
マブソン青眼